# Joe Venuti
Joe Venuti, właśc. Giuseppe Venuti (ur. 16 września 1903 w Filadelfii, zm. 14 sierpnia 1978 w Seattle) – włosko-amerykański muzyk i pionierski skrzypek jazzowy.

## Życiorys
W 1924 przeniósł się do Detroit,  aby dołączyć do zespołu Jeana Goldkette’a i zaczął grać z Book Cadillac Hotel Orchestra, jednym z zespołów tanecznych Goldkette’a. W połowie 1925 przeniósł się na krótko do Atlantic City, aby zagrać z zespołem Berta Estlowa, zanim osiadł w Nowym Jorku.
Przez większość lat 50. Venuti nagrywał płyty i grał w klubach. Na początku lat 60. był głównie nieaktywny z powodu swojego rozwijającego się alkoholizmu. Pod koniec lat 60. nastąpiło ożywienie w jego karierze. W 1967 został zaproszony do występu na imprezie Collorado Jazz Party Dicka Gibsona i odniósł taki sukces, że został poproszony o powtarzanie swoich występów co roku. W 1968 został również zaproszony na festiwal jazzowy w Newport, a w 1969 występował na London Jazz Expo.
Mieszkając w Seattle w 1973 został przedstawiony w filmie krótkometrażowym Dziękuję, Joe, nakręconym przez Larry'ego Staira.
W 1970 zdiagnozowano u niego raka. Zmarł 14 sierpnia 1978 w Seattle miesiąc przed swoimi 75. urodzinami.

## Dyskografia
- World's Greatest Violinist (1950)
- Fiddle On Fire (1956)
- Hi-Fi Lootin' (1958)
- Joe Venuti Plays Jerome Kern (1960)
- Plays Gershwin (1960)
- Once More with Feeling (1969)
- Venupelli Blues (1970)
- Joe Venuti In Milan with Lino Patruno & His Friends (1971)
- Violinology (1972)
- The Dutch Swing College Band Meets Joe Venuti (1972)
- ...The Daddy of The Violin (1973)
- The Maestro and Friend (1973)
- Joe Albany & Joe Venuti (1974)
- Welcome Joe! (1974)
- Joe & Zoot (1974)
- Gems (1975)
- Nightwings (1975)
- Joe Venuti And Zoot Sims (1975)
- Nothing But Notes 1931 - 1939 (1975)
- Hot Sonatas (1976)
- Happy Feet (A Tribute To Paul Whiteman) (1976)
- Fine & Dandy (1976)
- Joe & Zoot (1976)
- The Dutch Swing College Band (1977)
- Joe & Joe (1977)
- Live At The Concord Summer Festival (1977)